# Félix Beaujon
Félix Beaujon († 1974) war ein französisch-schweizerischer Filmproduzent.

## Werdegang
Der Elsässer Félix Beaujon wurde in Basel geboren und war der Sohn eines Universitätsprofessors. 
In Afrika zu Geld gekommen, stieg Félix Beaujon in das französische Filmgeschäft ein. Mit D’r Herr Maire entstand der erste elsässische Dialektfilm. Es folgten weitere Heimatfilme für die bundesdeutschen und französischen Kinos.
Félix Beaujon war mit der Drehbuchautorin Jeanne Humbert verheiratet.

## Filmografie (Auswahl)
- 1932: Plaisirs de Paris
- 1933: La vierge du rocher
- 1938: Le mariage de Véréna
- 1939: D’r Herr Maire
- 1952: La fille au fouet
- 1952: Das Geheimnis vom Bergsee
- 1956: S’Waisechind vo Engelberg
- 1956: Bonjour jeunesse
- 1960: Wenn d’Fraue wähle